# Sveriges generalkonsulat i Hongkong
Sveriges generalkonsulat i Hongkong är Sveriges diplomatiska beskickning i Hongkong och Macau, Kina. Beskickningen består av ett generalkonsulat, personal utsända av Utrikesdepartementet (UD) och lokalanställda. Generalkonsul sedan 2023 är Louise Bergholm.

## Historia
Sverige har en officiell representation i Hongkong, generalkonsulatet, sedan 1950-talet. Inför Hongkongs återförening med Kina ingick Sverige 1996 ett konsuläravtal med Kina om Hongkong. Generalkonsulatet har åtta tjänstemän varav två utsända från Utrikesdepartementet. Sveriges förbindelser med Hongkong är främst inriktade på handel och investeringar.

## Beskickningschefer
| Namn              | Period    | Funktion      |
| ----------------- | --------- | ------------- |
| Torsten Brandel   | 1956–1958 | Generalkonsul |
| Torsten Björck    | 1958–1962 | Generalkonsul |
| Olov Ternström    | 1964–1967 | Generalkonsul |
| Carl Kjellberg    | 1967–1973 | Generalkonsul |
| Dag Bergman       | 1973–1980 | Generalkonsul |
| Åke Berg          | 1980–1985 | Generalkonsul |
| Christer Jacobson | 1986–1990 | Generalkonsul |
| Ulf Norström      | 1990–1993 | Generalkonsul |
| Mikael Westerlind | 1993–1997 | Generalkonsul |
| Ingolf Kiesow     | 1997–2000 | Generalkonsul |
| Peter Ekelund     | 2000–2004 | Generalkonsul |
| Boel Evander      | 2004–2008 | Generalkonsul |
| Lars Danielsson   | 2008–2011 | Generalkonsul |
| Jörgen Halldin    | 2011–2015 | Generalkonsul |
| Helena Storm      | 2015–2020 | Generalkonsul |
| Per Augustsson    | 2020–2023 | Generalkonsul |
| Louise Bergholm   | 2023-     | Generalkonsul |